# Yuya Hashiuchi
Yuya Hashiuchi (橋内 優也 Hashiuchi Yuya?), född 13 juli 1987 i Shiga prefektur, är en japansk fotbollsspelare.
Hashiuchi började sin karriär 2006 i Sanfrecce Hiroshima. Efter Sanfrecce Hiroshima spelade han för Gainare Tottori, Tokushima Vortis och Matsumoto Yamaga FC.